# Перкинс, Якоб
Джейкоб Перкинс (англ. Jacob Perkins; 9 июля 1766, Ньюберипорт — 30 июля 1849, Лондон) — американский изобретатель, инженер-механик и физик. В юности обучался ювелирному мастерству. Уже в молодости прославился благодаря множеству полезных механических изобретений. В конечном итоге получил двадцать один американский и девятнадцать английских патентов. Перкинс известен как изобретатель холодильника. Он был избран членом Американской академии искусств и наук в 1813 году и членом Американского философского общества в 1819 году.

## Биография и карьера

### Ранний период
До 12 лет Джейкоб Перкинс ходил в школу в родном городке Ньюберипорт. Затем он поступил в ученики к местному ювелиру по имени Дэвис. Мастер умер три года спустя и пятнадцатилетний Джейкоб продолжил дело по изготовлению золотых бус. Кроме того он наладил производство пряжек для обуви. Когда Перкинсу исполнился 21 год хозяин Массачусетского монетного двора нанял молодого человека, чтобы тот делал штампы, необходимые для чеканки медных монет достоинством в один пенни с изображением орла и индейца.

### Изобретатель и механик

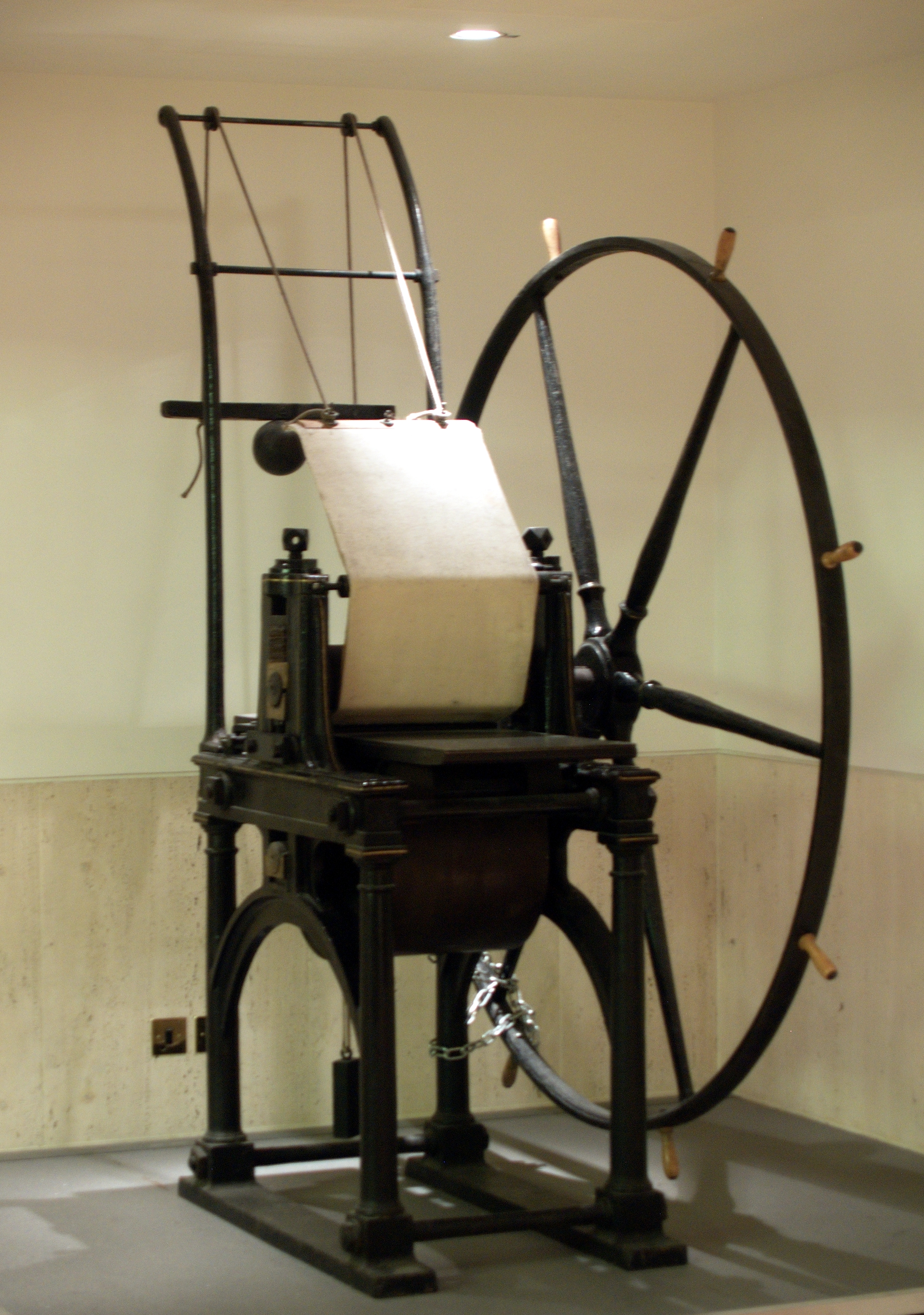
Печатный станок Перкинса

В 1790 году, в возрасте 24 лет, в Байфилде Перкинс создал машину для изготовления гвоздей. В 1795 году он получил патент на свои усовершенствованные машины и начал бизнес по массовому производству гвоздей. Завод был построен на реке Паувау в Эймсбери, штат Массачусетс.
Во время войны 1812 Перкинс создал станках для расточки стволов артиллерийских орудий.
Перкинс изучал вопросы сжимаемости воды и изобрёл батометр (и пьезометр) для определения водных глубин по давлению.
Изобретатель создал одни из лучших стальных пластин для гравировки и развернул полиграфический бизнес совместно с гравёром Гидеоном Фэйрманом. Они начали со школьных учебников, а затем стали печатать банкноты, которые было трудно подделать. В 1809 году Перкинс купил у Асы Спенсера технологию стереотипов (важное изобретение для крупносерийной печати банкнот). Перкинс оказался инициатором нескольких важных нововведений в технологии печати. В 1816 году он открыл типографию для печатания банкнот для Второго национальный банка в Филадельфии. Высокое качество американских бумажных купюр привлекло внимание Лондонского королевского общества, озабоченного проблемой массовой подделки английских банкнот. В 1819 году Перкинс вместе со своим деловым партнёром по типографии Гидеоном Фэйрманом по настоянию английского гравёра и издателя Чарльза Хита отправился в Англию, где попытался выиграть конкурс с призом в размере 20 000 фунтов стерлингов за технологию печати купюр, которые было бы невозможно подделать. Образцы показали президенту Королевского общества сэру Джозефу Бэнксу, который остался доволен качеством. Перкинс открыл полноценное производство в Англии и потратил несколько месяцев на переговоры. Но к несчастью для изобретателя в правительстве решили, что руководить изготовлением денег должен непременно англичанин, а не иностранец.
Тем не менее Перкинс смог договориться о печати банкнот для других государств Европе. В сотрудничестве с Гидеоном Фэйрманом и Чарльзом Хитом они образовали товарищество «Перкинс, Фэйрман и Хит» (Perkins, Fairman and Heath). Позже предприятие было переименовано, когда крупную долю выкупил Джошуа Баттерс Бэкон, зять Перкинса. Компания стала называться «Перкинс Бэкон» (Perkins, Bacon). Впоследствии владельцы наладили на своём производстве печать не только купюр, но и почтовых марок. В частности по заказу британского правительства в 1840 года началось изготовление чёрных знаков почтовой оплаты. Придуманные Перкинсом технологии практически исключали возможность подделки марок. Кроме того, он первым догадался печатать пефорированные листы для удобства отрыва оной марки от целого блока.
Пока Джейкоб Перкинс был в Европе его брат успешно руководил американским типографским бизнесом.
Перкинс стал автором ряда важных патентах в области пожарной безопасности.
Джейкоб Перкинс имеет патенты на технологии отопления и кондиционирования воздуха. В 1829–1830 годах он вступил в партнёрство со своим вторым сыном Энджером Марчем Перкинсом. Используя принцип тепловых трубок, они наладили производство и монтаж систем центрального отопления.
Одним из самых известных открытий Перкинса произошли в ходе исследований возможных технологий по Искусственному охлаждению. А всё началось с того, что при работе с ситсетами отопления было обнаружено, что сжиженный аммиак вызывает охлаждающий эффект. Хотя часть исследователей называет изобретателем холодильника Оливера Эванса, который придумал идею с использованием аммиака ещё в 1805 году.
Ещё в 1816 году Джейкоб Перкинс вместе с Оливером Эвансом начал работать над паровой энергетикой в Филадельфии. В 1822 году партнёры создали экспериментальную паровую машину высокого давления. На этом этапе коммерческого применения оборудованию не нашлось. Но разработки оказались востребованы столетие спустя. Котел Перкинса стал одним из первых примеров рекуперативного противоточного теплообменника. Технология пара высокого давления Перкинса также использовалась в другом изобретении, паровой пушке. Это был ранний полностью автоматический пулемёт, работавший на паре, а не на порохе. Такой вид оружия не получил распространения, но в нём впервые присутствовал магазин большой ёмкости для размещения пуль. Кстати, прототип парового пулемёта стрелял мушкетными пулями и был способен делать до 1000 выстрелов в минуту. По легенде, герцог Веллингтон отверг такое оружие, посчитав его «слишком разрушительный».
Изобретения Перкинса сыграли важную роль при изготовлении первых паровозов в Англии.
В 1832 году Перкинс основал Национальную галерею практических наук на Аделаид-стрит, Вест-Стрэнд, в Лондоне. Это было заведение, где публике демонстрировали современные изобретения. В числе прочего там показывали и паровую пушку.

### Последние годы и смерть
Под конец жизни изобретатель оказался вовлечён в целый ряд судебных процессов по обвинению в финансовых махинациях и практически разорился. Хотя, судя по всему, он просто пытался изыскать побольше средств на новые исследования. Перкинс скончался в 1849 году в Лондоне в возрасте 83 лет. Он похоронен на кладбище Кенсал-Грин.

## Личная жизнь
Джейкоб женился 11 ноября 1790 года на Ханне Гринлиф из Ньюбери, и вместе у них было девять детей. Его второй сын, Энджер Марч Перкинс (1799–1881), также родившийся в Ньюберипорте, уехал в Англию в 1827 году и стал партнёром своего отца (позже взяв на себя общее руководство бизнесом). Его внук, Лофтус Перкинс (1834–1891), большую часть жизни прожил в Англии, экспериментировал с модернизацией паровых машин. В 1880 году построил яхту «Антрацит».